# Partit Liberal Oriental
El Partit Liberal Oriental (東洋自由党, Tōyō Jiyū-tō) fou un partit polític japonés de tendència liberal i panasiàtica. Fou creat per Kentarō Ōi l'any 1891 arran d'una escissió del Partit Liberal després de disputes entre Ōi i Hoshi Tōru. Inicialment, el partit comptava amb quatre escons a la Cambra de Representants. El partit propugnava una línia diplomàtica dura amb l'estranger i l'increment de la despesa militar, així com la rebaixa de les condicions de vot, que aleshores només permetien votar amb el pagament d'una alta qüantitat d'impostos i la protecció dels drets dels treballadors. El partit fou dissolt al novembre de 1893.